# Arenga australasica
Arenga australasica är en enhjärtbladig växtart som först beskrevs av Hermann Wendland och Carl Georg Oscar Drude, och fick sitt nu gällande namn av Stanley Thatcher Blake och Harold Emery Moore. Arenga australasica ingår i släktet Arenga och familjen Arecaceae. Inga underarter finns listade i Catalogue of Life.